# Kruszówiec
Kruszówiec – wieś w Polsce położona w województwie mazowieckim, w powiecie otwockim, w gminie Wiązowna.
Wieś jest sołectwem w gminie Wiązowna.
Wieś szlachecka Kruszowiec położona była w drugiej połowie XVI wieku w powiecie garwolińskim  ziemi czerskiej województwa mazowieckiego. W latach 1975–1998 miejscowość administracyjnie należała do województwa warszawskiego.
Wierni Kościoła rzymskokatolickiego należą do parafii św. Wawrzyńca w Gliniance.